# Comité international de Ravensbrück
Le Comité international de Ravensbrück (CIR) est une association internationale d'anciennes prisonnières et descendantes de prisonnières du camp de concentration de Ravensbrück et de ses camps annexes.
L'association, basée à Paris, a été fondée en 1965. En 2018 elle comptait des membres en Autriche, Biélorussie, Belgique, République tchèque, Danemark, France, Allemagne, Hongrie, Italie, Luxembourg, Pays-Bas, Norvège, Pologne, Roumanie, Russie, Slovaquie, Slovénie, Espagne et Ukraine.

## Histoire
Après des années de coopération bilatérale et multilatérale, l'organisation est fondée à Bruxelles le 3 février 1965. Onze pays sont membres fondateurs.
La première présidente en fonction de 1965 à 1979 est Française Renée Mirande, qui a auparavant dirigé des travaux préparatoires de coordination, notamment pour la création du premier musée de Ravensbrück. De 1979 jusqu'à sa mort en 1998, Rose Guérin  est présidente. Puis Annette Chalut  occupe ce poste de 1999 à 2015. La Slovaque Eva Bäckerová luis succède jusqu'en 2018. En juin 2018, la première représentante de la génération des descendantes de déportées, l'Italienne Ambra Laurenzi, devient présidente.